# No Code
No Code — четвёртый студийный альбом американской рок-группы Pearl Jam, выпущенный 27 августа 1996 года на лейбле Epic Records. В музыкальном плане альбом получился более разнообразным, чем предыдущие релизы группы, сочетая в своём звучании элементы гаражного рока, уорлдбита, психоделического рока и экспериментального рока. Релиз получил смешанные отзывы от критиков: обозреватели похвалили группу за разнообразие композиций, но вместе с тем отметили отсутствие цельности, вызванное смешением жанров, и меньшую в сравнении с предыдущими релизами выразительность и провокативность.
No Code дебютировал на первой строчке чарта Billboard 200, но из-за спада интереса уже через 13 дней уступил это место альбому Home Again группы New Edition. Альбом стал первой работой Pearl Jam, не получившей мульти-платинового статуса, удостоившись лишь одной платиновой сертификации RIAA в США.

## Запись
После тура в поддержку альбома Vitalogy, во время которого Pearl Jam бойкотировали сеть продаж Ticketmaster, музыканты вернулись в студию для записи своего нового — четвёртого — альбома. Для продюсирования записи группа вновь обратились к Брэндану О'Брайану, работавшему над Vs. и Vitalogy. No Code также стал первым альбомом в составе Pearl Jam для ударника Джека Айронса, присоединившегося к группе после записи Vitalogy.
В июле 1995 года, после летнего Vitalogy Tour, группа начала писать материал для No Code на студии в Чикаго во время аномальной жары. После недели работы Pearl Jam вновь отправились в концертный тур. Взяв небольшой перерыв, коллектив продолжил запись песен в Новом Орлеане (Луизиана). В начале 1996 года группа направилась в Сиэтл, на принадлежавшую Стоуну Госсарду студию Litho, где и завершила запись. Альбом был смикширован О’Брайаном в студии Southern Tracks, Атланта, Джорджия.
Запись началась с конфликта: басист Джефф Амент не был поставлен в известность о начале работы над новым альбомом и в итоге принял в ней лишь минимальное участие. Гитарист Майк Маккриди позднее прокомментировал эту ситуацию: «Не сомневаюсь, что Джефф был зол, но главным было разделиться, потому что играй мы всё вместе, ничего бы не получилось. Мы бы все просто друг с другом расплевались». В определённый момент Амент даже бросил участвовать в записях и взвешивал возможность уйти из группы из-за того, что Эдди Веддер контролировал творческий процесс. Трудности создавало и то, что в это время, помимо записи альбома, Pearl Jam активно занимались концертной деятельностью. Позднее Айронс говорил, что группе во время создания No Code приходилось больше обычного делать «с листа»: «из этого получилось кое-что хорошее, но мы также очень устали. Было трудно гастролировать, отыгрывать шоу, длящиеся по два или три часа, а потом ещё заставлять себя что-то создавать в студии».
По словам Маккриди, многие песни родились прямо в процессе джем-сейшенов. Амент вспоминал, что участники группы приносили в студию фрагменты песен и проходили часы, прежде чем их удавалось собрать в музыку, к которой Веддер мог добавить вокальную партию. Комментируя роль Веддера в записи альбома, он сказал: «Эд у нас обычно тот, кто доделывает песни… Но к концу записи No Code он выгорел, так много у него было работы». По мнению Маккриди, Джек Айронс оказал в процессе записи большое — если не самое большое — духовное влияние на других участников группы, уговаривая их честно обсуждать их разногласия. Характеризуя творческий процесс в целом, О’Брайан сказал: «Это в сущности была переходная запись, но мы хорошо провели время, занимаясь ей».

## Музыка и тематика песен
Если предыдущий альбом группы, Vitalogy, продемонстрировал ряд отступлений от звучания ранних альбомов группы, No Code стал переходом от стадионного рока Ten к экспериментальным балладам и шумному гаражному року. Некоторые песни написаны на тонких гармониях («Off He Goes») или под влиянием музыки Восточной Азии («Who You Are» и «In My Tree»). Обозреватель Entertainment Weekly Дэвид Браун, комментируя стиль альбома, отметил: «No Code демонстрирует более широкий спектр настроений и инструментовок, чем любой из предыдущих альбомов Pearl Jam».
Основными для альбома являются темы духовного поиска, нравственности и самоанализа. Описывая тематику композиций, Веддер говорил: «В этих песнях есть некоторое самокопание, через это проходят многие мои друзья, когда приближаются к тридцатилетнему возрасту». Амент сравнивал песни альбома с историей группы и её взросления. «Hail, Hail» посвящена паре, переживающей сложный период в отношениях, но стремящейся остаться вместе. «Around the Bend» писалась Веддером как колыбельная, которую Айронс мог бы спесть своему сыну, а «Off He Goes», по словам Веддера, посвящена ему самому — как «дерьмовому другу». Другая его проблема — страх перед сталкингом — нашла отражение в песне «Lukin». Гитарист группы, Госсард, впервые выступил в качестве автора, написав текст песни «Mankind». Он же исполнил к ней основную вокальную партию.
Текст песни «Smile» был написан Деннисом Флемионом из группы The Frogs, оставившим записку с ним в блокноте Веддера, пока тот был на сцене. Текст песни был частично взят из песен The Frogs «This Is How I Feel» и «Now I Wanna Be Dead». Флемион указан как один из авторов этой композиции на буклете к виниловой версии, но не на CD-версии. Текст песни «Red Mosquito» вдохновлен инцидентом, случившимся на концерте в Сан-Франциско в парке Золотые ворота 24 июня 1995 года — шоу не удалось окончить, поскольку Веддер был госпитализирован с подозрением на пищевое отравление; в результате группа была вынуждена отменить ряд своих последующих выступлений.

## Оформление альбома и название
Для оформления упаковки было использовано 156 фотографий размером 2x2. На первый взгляд, снимки кажутся случайными. Так, на одной из фотографий запечатлен глаз Денниса Родмана, бывшего игрока Chicago Bulls, являющегося поклонником группы, а на другой — стопа Веддера после того, как его уколол скат-хвостокол. Однако, если смотреть на фотографии издалека, то можно разглядеть символ альбома No Code — треугольник с глазом внутри.
Когда Веддера спросили о названии релиза, то он ответил что «альбом был назван No Code именно потому, что на самом деле он полон зашифрованных посланий. Это дезинформация». В медицинской терминологии «no code» обозначает отказ от реанимации пациента. В другом интервью Веддер сказал, что «если что-то оканчивается провалом, то вы признаетесь себе в этом подсознательно. No Code — как раз тот случай. Для меня No Code означает „не реанимировать“».

## Тур
После выпуска альбома, осенью 1996 года, Pearl Jam отправились в концертное турне по Северной Америке и Европе. Непродолжительные гастроли по США проходили в основном по городам восточного побережья. Из-за продолжения бойкота группой компании Ticketmaster в рамках тура No Code по Северной Америке, как и во время гастролей в поддержку Vitalogy, было отыграно сравнительно небольшое количество концертов. Европейский тур начался с концерта 3 ноября 1996 года в Берлине, который транслировался многими радиостанциями мира.
Во время американского тура фанаты группы жаловались, что приобретать билеты не через Ticketmaster трудно. Госсард говорил, что во время всего турне «группу сопровождал сильный стресс» и что «радоваться тому, что ты часть этой группы, становилось все трудней и трудней». Он также добавил: «Хоть Ticketmaster и монополисты, они очень эффективны, так что мы не могли играть на тех площадках, на которых хотели».
Через много лет, 17 октября 2014 года, в iwireless Center в Молине (Иллинойс) в ходе турне Lightning Bolt Tour Pearl Jam снова отыграли все песни из альбома No Code.

## Коммерческий успех
За первую неделю было продано более чем 500 000 копий No Code, что позволило ему возглавить хит-парад Billboard 200. Однако по сравнению с предыдущими двумя альбомами группы продажи были значительно ниже. Альбом занимал первое место в течение двух недель. No Code стал последним альбомом группы, который смог занять первое место в этом чарте, до выпуска Backspacer. No Code также стал первым альбомом, группы не получившим мультиплатиновый статус. По состоянию на 2003 год в США было продано 1,75 миллиона копий.
В поддержку альбома было выпущено три сингла. «Who You Are» занял 31-ю позицию в чарте Billboard Hot 100 и лидировал в чарте Modern Rock, а также занял пятое место в чарте Mainstream Rock. Другие синглы с альбома, «Hail, Hail» и «Off He Goes», не смогли попасть в Hot 100, но тем не менее пробились в чарты Mainstream Rock и в Modern Rock, как и песня «Red Mosquito».

### Критика
| Оценки критиков      | Оценки критиков |
| Источник             | Оценка          |
| -------------------- | --------------- |
| Allmusic             | [ 13 ]          |
| Entertainment Weekly | C               |
| The New York Times   | (смешанная)     |
| NME                  | [ 37 ]          |
| Pitchfork Media      | (5.4/10)        |
| Q                    | [ 39 ]          |
| Роберт Кристгау      | [ 40 ]          |
| Rolling Stone        | [ 41 ]          |
| Time                 | (смешанная)     |
| USA Today            | [ 43 ]          |

No Code получил преимущественно положительные оценки критиков. Так, рецензент Rolling Stone Дэвид Фрике дал No Code четыре звезды из пяти возможных, назвав смену настроений в нём резкой «почти до головокружения». Он также похвалил альбом за «импульсивное, донкихотское, провокативное веселье, столь редкое в современном мейнстримном роке». По словам Фрике, «No Code означает „никаких правил, никаких ограничений и, прежде всего, никакого страха“». Журнал Q поставил альбому четыре звезды из пяти возможных. В обзоре отмечалось постоянное появление по ходу записи «неожиданных и увлекательных деталей», а сильное звучание гитар было названо центральной привлекательной чертой альбома в окружении «интригующих чудачеств». По словам критика Роберта Кристгау, альбом «не спеша одерживает победу над всеобщей меланхолией». Обозреватель портала AllMusic Стивен Томас Эрлевайн дал альбому три с половиной звезды из пяти возможных, оценив его как немного непоследовательный, но самый богатый и приятный альбом Pearl Jam к тому времени. NME поставил No Code семь баллов из десяти. В обзоре было указано что «Веддер по-прежнему озабочен тем, что смертен, но теперь это звучит скорее как стилизация под мистику, чем тоскливые жалобы… при всей своей относительной безмятежности, No Code остаётся совсем непростым».
Встречались и отрицательные отзывы. Джон Парелес из The New York Times написал, что примерно половина песен альбома «стоит потраченного времени». По его мнению, в этом альбоме «Веддер слишком часто страдает диснеевским синдромом американской культуры, идеализируя и превознося невинность детства». Дэвид Браун из Entertainment Weekly поставил No Code тройку, отметив, что, хотя звук группы прогрессирует по сравнению с предыдущими записями, альбом представляет собой «набор фрагментов, не соединяющихся в цельную картину — разве что в портрет группы, разочаровавшейся в своей музыке». Оценивая изменение общего настроения альбома в сравнении с предыдущими, он пишет, что «Pearl Jam без боли подобен кренделю без соли или Сиэтлу без дождя». Райан Шрайбер из Pitchfork Media нашёл альбом приятным на слух, но заметил, что в нём «полно наполнителя. По сути дела, почти всё в нём наполнитель». Кристофер Фэрли из Time заявил, что альбом звучит так, «будто у них (музыкантов) кризис среднего возраста», и что лишь в немногих песнях тема раскрыта в решительной или провокативной манере.

## Список композиций
Все тексты написаны Эдди Веддером, за исключением обозначенных.
| №                   | Название            | Текст песни         | Музыка                                   | Длительность |
| ------------------- | ------------------- | ------------------- | ---------------------------------------- | ------------ |
| 1.                  | «Sometimes»         |                     | Веддер                                   | 2:40         |
| 2.                  | «Hail, Hail»        |                     | Стоун Госсард, Майк Маккриди, Джеф Амент | 3:41         |
| 3.                  | «Who You Are»       |                     | Госсард, Джек Айронс                     | 3:50         |
| 4.                  | «In My Tree»        |                     | Госсард, Айронс, Веддер                  | 3:59         |
| 5.                  | «Smile»             |                     | Амент                                    | 3:52         |
| 6.                  | «Off He Goes»       |                     | Веддер                                   | 6:02         |
| 7.                  | «Habit»             |                     | Веддер                                   | 3:35         |
| 8.                  | «Red Mosquito»      |                     | Амент, Госсард, Айронс, Маккриди, Веддер | 4:03         |
| 9.                  | «Lukin»             |                     | Веддер                                   | 1:02         |
| 10.                 | «Present Tense»     |                     | Маккриди                                 | 5:46         |
| 11.                 | «Mankind»           | Госсард             | Госсард                                  | 3:28         |
| 12.                 | «I'm Open»          |                     | Айронс, Веддер                           | 2:57         |
| 13.                 | «Around the Bend»   |                     | Веддер                                   | 4:35         |
| Общая длительность: | Общая длительность: | Общая длительность: | Общая длительность:                      | 49:37        |

## Участники записи
| Pearl Jam - Джеф Амент — бас-гитара, гитара, вокал, - Стоун Госсард — гитара, вокал - Джек Айронс — ударные - Майк Маккриди — гитара, пианино, - Эдди Веддер — вокал, гитара, гармоника | Производство - Барри Амент, Крис Макгенн — фотографии - Мэтт Бейлис, Карем Констанцо, Джефф Лейн — звукорежиссёры - Ник Дидиа — микширование, запись - Боб Людвиг — мастеринг - Лэнсер Мерсер — фотографии - Брендан О'Брайн — продюсер, микширование, пианино - Pearl Jam — продюсирование |

## Позиции в чартах
| Чарт (1996)        | Позиция |
| ------------------ | ------- |
| Австралия          | 1       |
| Австрия            | 3       |
| Бельгия (Валлония) | 5       |
| Бельгия (Фландрия) | 6       |
| Канада             | 1       |
| Дания              | 1       |
| Нидерланды         | 5       |
| Финляндия          | 4       |
| Франция            | 28      |
| Германии           | 6       |
| Венгрия            | 17      |
| Ирландия           | 3       |
| Италия             | 4       |
| Япония             | 16      |
| Новая Зеландия     | 1       |
| Норвегия           | 3       |
| Португалия         | 1       |
| Испания            | 11      |
| Швеция             | 1       |
| Швейцария          | 13      |
| Великобритания     | 3       |
| США                | 1       |

| Регион | Сертификация  | Продажи   |
| --- | ------------- | --------- |
| Австралия (ARIA) | 2× Платиновый | 140 000^  |
| Канада (Music Canada) | 2× Платиновый | 200 000^  |
| Новая Зеландия (RMNZ) | Платиновый    | 15 000^   |
| Великобритания (BPI) | Золотой       | 100 000*  |
| США (RIAA) | Платиновый    | 1,300,000 |
| * Данные о продажах приведены только на основе сертификации. ^ Данные о тиражах приведены только на основе сертификации. |               |           |

| 1996                                          | «Who You Are»  | 31 | 5  | 1  | 5  | 4  | 2 | 19 | 47 | 7 | 17 | 26 | 18 |
| 1996                                          | «Hail, Hail»   | —  | 9  | 9  | 31 | —  | — | —  | —  | — | —  | —  | —  |
| 1996                                          | «Red Mosquito» | —  | 37 | —  | —  | —  | — | —  | —  | — | —  | —  | —  |
| 1996                                          | «Off He Goes»  | —  | 34 | 31 | 46 | 36 | — | —  | —  | — | —  | —  | —  |
| «—» означает, что сингл не попал в хит-парад. |                |    |    |    |    |    |   |    |    |   |    |    |    |